# Francisco Murteira Nabo
Francisco Luís Murteira Nabo (ur. 1939 w Évorze) – portugalski ekonomista, menedżer i polityk, sekretarz stanu, od grudnia 1995 do stycznia 1996 minister.

## Życiorys
Z wykształcenia ekonomista, absolwent instytutu ISCEF na Universidade Técnica de Lisboa (1969). Pracował w przedsiębiorstwie Companhia Portuguesa Rádio Marconi, w latach 1978–1982 jako przewodniczący rady dyrektorów. Później do 1983 był wiceprezesem producenta pojazdów szynowych Sorefame. Działacz Partii Socjalistycznej, w latach 1976–1981 był członkiem władz miejskich Lizbony. Od 1983 do 1985 pełnił funkcję sekretarza stanu do spraw transportu w portugalskim rządzie. W 1986 został dyrektorem kompanii Companhia Industrial de Portugal e Colónias, później powoływany na wyższe stanowiska w administracji Makau. Po powrocie do Portugalii od 1991 obejmował kierownicze stanowiska w przedsiębiorstwach.
W grudniu 1995 powołany na ministra do spraw zaopatrzenia społecznego w pierwszym rządzie Antónia Guterresa. Stanowisko to zostało zlikwidowane już w styczniu 1996. Francisco Murteira Nabo pełnił następnie funkcje przewodniczącego rady dyrektorów Portugal Telecom (1996–2003) oraz koncernu energetycznego Galp (2005–2011).
Odznaczony Krzyżem Wielkim Orderu Infanta Henryka (2006).